# Слудка (Вілегодський район)
Слудка (рос. Слудка) — присілок в Вілегодському районі Архангельської області Російської Федерації.
Населення становить 36 осіб. Входить до складу муніципального утворення Вілегодський муніципальний округ.

## Історія
До 2020 року входихо до складу муніципального утворення Іллінське муніципальне утворення.

## Населення
| 2002 | 2010 | 2012 |
| ---- | ---- | ---- |
| 40   | ↘28  | ↗36  |